# 王祚昌
王祚昌（？—？），四川重庆府合州人。

## 生平
万历四十一年（1613年）癸丑科進士，四十二年授曲周县知县，天啓元年（1621年）正月考选，授试御史，六月补浙江道，丁忧归，三年五月起补山西道，七月巡视光禄寺，疏言原任刑部尚书王纪。初建议裁蓟辽总督，祚昌上言，仍留之。五年任督饷御史，十二月以邪党被削籍为民。崇祯元年三月复官，补给诰命。

## 家族
子王任杰，萬曆四十四年進士，官吏部郎中。